# The ABCs of Death
The ABCs of Death ist ein aus 26 Teilen bestehender Horror-Episodenfilm, der 2012 von Ant Timpson und Tim League produziert wurde. Premiere war 2012 am Toronto International Film Festival.
Der Film erschien in Deutschland am 29. Mai 2013 im Verleih unter dem Originaltitel ungekürzt mit der höchstmöglichen Freigabe „strafrechtlich unbedenklich“. Diese kann allerdings nur im deutschsprachigen Ausland auch käuflich erworben werden, während im deutschen Verkauf nur eine stark gekürzte Fassung erhältlich ist, die vier komplette Episoden vermissen lässt (Libido, Vagitus, XXL und Youngbuck) und daher 22 Ways to Die heißt. Diese erhielt von der FSK keine Jugendfreigabe.

## Hintergrund und Handlung
Jeder der 26 Teile wurde von einem anderen Regisseur gedreht. Jeder erhielt – im Stile eines Kinderbuches – einen Buchstaben des Alphabets und sollte dazu für 5.000 Dollar einen Kurzfilm zum Thema Tod drehen, wobei ihnen möglichst große Freiheit gewährt wurde. Das dem Buchstaben entsprechende Wort durften sie frei wählen. Um den Film besser zu gewichten, wurden einige der Buchstaben nachträglich geändert. So wurde unter anderem aus Y für Yeti B für Bigfoot.
Der Film beginnt damit, dass eine Welle aus Blut in ein Kinderzimmer spült und Buchstaben-Bauklötzchen in Form des Filmtitels anordnet. Nach jeder Episode wird ihr Titel auf dieselbe Weise eingeblendet. Eine Rahmenhandlung wie bei anderen Horror-Episodenfilmen gibt es nicht.
- A is for Apocalypse (Apokalypse): Nacho Vigalondo
Ein Mann wacht in seinem Bett auf. Seine Frau bringt ihm Frühstück. Plötzlich verletzt sie ihn mit einem Messer schwer, kippt ihm heißes Fett ins Gesicht und schlägt mit einer Pfanne auf ihn ein. Als der Mann danach immer noch lebt, beichtet sie ihm, dass sie ihn schon seit Monaten langsam vergifte. Nun aber gehe ihr die Zeit aus. Daraufhin bemerkt er Schreie und Unfallgeräusche, die von der Straße heraufdringen. Das Schlafzimmerfenster wird von einem grellen Licht ausgefüllt.
- B is for Bigfoot (Bigfoot): Adrian Garcia Bogliano
Ein junger Mann muss auf seine kleine Cousine aufpassen. Seine Freundin ist davon genervt. Damit das kleine Mädchen schlafen geht und sie Sex haben können, erzählen sie ihr eine Geschichte von einem Monster, das kleinen Kindern die Herzen herausreiße und mit dem sich die Regierung geeinigt habe, dass es dies nur noch bei Kindern tun solle, die nicht zu einer bestimmten Uhrzeit im Bett seien. Während das kleine Mädchen sich völlig verängstigt im Bett versteckt, dringt ein Mörder in die Wohnung ein, als der junge Mann den Müll runterbringt. Der an Bigfoot erinnernde Mann tötet das Pärchen, indem er ihnen die Herzen herausreißt, während das Kind unter der Decke kauert.
- C is for Cycle (Kreislauf): Ernesto Díaz Espinoza
Ein Mann entdeckt nach und nach, dass eine zeitversetzte Ausgabe seiner selbst aus einem schwarzen Loch in der Hecke erschienen ist und hinter seltsamen Phänomenen in Haus und Garten steckt. Er wird von seinem Klon erdrosselt, der die Leiche in einem Loch in der Hecke versteckt. Der Kreislauf beginnt anschließend von neuem.
- D is for Dogfight (Hundekampf): Marcel Sarmiento
Episode über einen Schaukampf, bei dem einer der beiden Kämpfer ein Mann und der andere ein Kampfhund ist. Während es zuerst aussieht, als würde der Mann siegen, gewinnt schließlich der Hund die Oberhand. Kurz vor Ende des Kampfes – der Hund will dem Mann gerade in den Hals beißen – verlieren sich die beiden kurz in den Augen des jeweils anderen, und man sieht eine Erinnerungssequenz, in der ein Mann verzweifelt seinen gestohlenen Hund sucht. Der Hund erinnert sich daraufhin, wer sein wirkliches Herrchen ist, da dieses beim Kampf die Halskette des Hundes trägt, und gemeinsam gehen sie auf seinen Trainer los, während die Zuschauer flüchten.
- E is for Exterminate (auslöschen): Angela Bettis
Ein Mann entdeckt in seinem Haus eine Spinne. Als er sie mit einer Zeitschrift töten will, verschwindet sie und taucht an seinem Nacken auf, wo sie ihn beißt. In den nächsten Tagen beobachtet ihn die Spinne und beißt ihn an immer mehr Stellen im Gesicht. Gegenüber seiner Freundin klagt der Mann über Ohrenschmerzen. Als er die Spinne endlich erlegt hat, werden seine Ohrenschmerzen immer stärker und plötzlich krabbeln viele kleine Spinnen aus seinem Ohr.
- F is for Fart (Furz): Noboru Iguchi
Ein Schulmädchen rettet sich vor tödlichen Erdgaseruptionen in die Flatulenzen der von ihr angehimmelten Lehrerin.
- G is for Gravity (Schwerkraft): Andrew Traucki
Ein Surfbrett trägt seinen Besitzer, aus dessen Perspektive der Film gezeigt wird, seinem Tod entgegen.
- H is for Hydro-Electric Diffusion (Wasserkraft-Diffusion): Thomas Cappelen Malling
In einer Reminiszenz an Tex Averys Cartoons gerät eine britische Bulldogge einer Nazi-Füchsin in die Falle. Die beiden kämpfen, und schließlich gewinnt die Bulldogge die Oberhand und tötet die Füchsin mit einer Art Maschine.
- I is for Ingrown (eingewachsen): Jorge Michel Grau
Eine junge Frau wacht gefesselt in der Badewanne eines Mannes auf, der ihr eine Spritze verabreicht. Daraufhin fängt die Frau an, sich stark zu kratzen und zu übergeben, bis sie stirbt. Währenddessen ist ihr innerer Monolog zu hören.
- J is for Jidai-geki (Samuraifilm): Yûdai Yamaguchi
Ein Samurai, der einem Vertrauten beim rituellen Suizid hilft, wird von bizarren Visionen heimgesucht, in denen der angehende Selbstmörder scheinbar absurde Grimassen schneidet. Es gelingt ihm jedoch, seinen Auftrag erfolgreich auszuführen.
- K is for Klutz (Trampel): Anders Morgenthaler
Zeichentrickfilm über eine Frau, die auf einer öffentlichen Toilette ein großes Geschäft verrichtet. Bei dem Versuch, ihre Exkremente runterzuspülen, stellt sie sich so ungeschickt an, dass ihr Kot, der ein Eigenleben entwickelt, sie schließlich tötet.
- L is for Libido (Libido): Timo Tjahjanto
Ein junger Mann wacht auf. Er findet sich auf einen Stuhl gekettet vor einer Bühne. Neben ihm ist ein zweiter Mann angekettet. Auf der Bühne spielen sich diverse sexuelle Szenen ab, zu denen die beiden masturbieren müssen. Derjenige, der schneller zum Höhepunkt kommt, bleibt am Leben. Der andere wird durch eine Vorrichtung unter dem Stuhl durchbohrt und durch den nächsten Kandidaten ersetzt. Nach und nach werden auf der Bühne immer schlimmere Fetische aufgeführt. Als sich eine beinamputierte Frau mit ihrer Prothese selbst befriedigt, kann er nur überleben, weil eine der Aufseherinnen ihm ihren Schambereich zeigt. Die Tötungsvorrichtung hat jedoch einen Defekt und tötet neben seinem Konkurrenten auch die ihm wohlgesinnte Aufseherin. Als der junge Mann angesichts eines Kindesmissbrauchs verloren hat, wird er schließlich auf die Bühne gebracht. Zwei neue Kandidaten müssen sich nun befriedigen, während sie zusehen, wie er von einer jungen Frau während des Sex mit einer Kettensäge umgebracht wird.
- M is for Miscarriage (Fehlgeburt): Ti West
Eine Frau versucht, ihre Fehlgeburt die Toilette hinunterzuspülen, wozu sie ihr Haus nach einem Pömpel durchsucht.
- N is for Nuptials (Hochzeit): Banjong Pisanthanakun
Ein junger Mann bringt seiner Freundin, die gerade mit einem Messer das Essen zubereitet, einen Papagei. Diese ist alles andere als begeistert. Ihr Freund zeigt ihr daraufhin, dass der Vogel dressierbar ist. Der Papagei macht ihr daraufhin im Auftrag ihres Freundes einen Hochzeitsantrag und übergibt ihr den Ring. Als sie begeistert akzeptiert hat, erzählt der Vogel von der Affäre des Mannes mit einer anderen Frau und macht nach, wie die beiden beim Sex gestöhnt haben. Die Frau ersticht den Mann mit dem Messer.
- O is for Orgasm (Orgasmus): Hélène Cattet und Bruno Forzani
Der Kurzfilm zeigt die Gefühle und Stimmung eines weiblichen Orgasmus, eines kleinen Tods.
- P is for Pressure (Druck): Simon Rumley
Eine junge Frau, Mutter mehrerer Kinder, braucht verzweifelt Geld für ihre Miete und um einer Tochter ein Fahrrad zu kaufen. Sie prostituiert sich schließlich, doch ihr Freund stiehlt ihre Ersparnisse, was ihre Situation noch verschlimmert. Sie antwortet auf eine vage Anzeige. Sie muss vor laufender Kamera ein Kätzchen mit High Heels zu Tode treten.
- Q is for Quack (Quaken): Adam Wingard, Simon Barrett
Die beiden Regisseure machen ihre Verzweiflung über den Buchstaben zum Thema. Das für den Kurzfilm erhaltene Geld ist bereits ausgegeben, dennoch ist ihnen zu Q noch immer nichts Brauchbares eingefallen. Sie beschließen daraufhin, dass ihr Film sich durch einen darin enthaltenen echten Tod von den anderen abheben soll. Dafür wollen sie eine Ente töten, da diese Quack machen würde. Als sie mit den Waffen vor dem Käfig stehen, bringt es keiner der beiden fertig, das Tier zu erschießen. Beim Herumfuchteln mit den Waffen erschießen sie sich versehentlich gegenseitig.
- R is for Removed (beseitigt): Srdjan Spasojevic
Die Haut eines Gefangenen dient zur Herstellung von Zelluloid. Am Ende gelingt es dem Patienten, sich zu befreien und seine Peiniger zu erschießen.
- S is for Speed (Speed): Jake West
Eine Frau zerrt eine andere Frau aus einem bunkerähnlichen Gebäude in der Wüste. Sie zwingt die andere Frau in den Kofferraum ihres Wagens und bekämpft ihren monströsen Verfolger mit einem Flammenwerfer. Sie steigt in den Wagen und rast durch die Wüste. Als ihr der Sprit ausgeht, holt sie der Verfolger letztlich ein und fordert ihr Leben ein. Als sie stirbt, zeigt ein Szenenwechsel, wie sie an einer Überdosis der Droge Speed stirbt. Ihre Freundin klaut darauf den Rest des Stoffes, setzt sich einen Schuss und landet ebenfalls in der Wüste.
- T is for Toilet (Toilette): Lee Hardcastle
Um diese Episode wurde ein Wettbewerb veranstaltet. Gewinner war Lee Hardcastle, der eine Knetanimation über die Angst eines kleinen Jungen vor der Toilette erstellte.[3] Die Eltern werfen sein Töpfchen weg, um ihn trotz seiner Alpträume auf die große Toilette zu zwingen. In der nächsten Nacht sieht der Junge keinen Ausweg mehr und geht auf die Toilette. Als der Vater nachsieht, wie es seinem Sohn geht, muss er mitansehen, wie sein Kind von dem über der Toilette hängenden Spülkasten erschlagen wird.
- U is for Unearthed (ausgegraben): Ben Wheatley
Point-of-View-Shot: Aus der Sicht eines Untoten (eines Vampirs) wird gezeigt, wie dieser von Dorfbewohnern in einem Ritual getötet werden soll. Kurzzeitig schafft er es, zu fliehen und einige der Dorfbewohner umzubringen, bevor er wieder eingefangen wird. Ihm werden zuerst zwei Eckzähne (Vampirzähne) gezogen, anschließend wird ihm ein Pflock ins Herz getrieben und der Kopf abgetrennt.
- V is for Vagitus (der Schrei eines Neugeborenen): Kaare Andrews
2035 will eine Behörde eine Familie zur Strecke bringen, deren Kind übersinnliche Kräfte haben soll. Dafür dringt eine Kontrolleurin mit einem Roboter in die Lagerhalle ein, in der sich die Familie und zahlreiche Wachen versteckt haben. Die Kontrolleurin erhofft sich durch den 10-jährigen Dienst für die Behörde vom Fortpflanzungsverbot ausgenommen zu werden. In einer Vision erfährt sie jedoch während des Einsatzes, dass sie unfruchtbar und damit alles umsonst sei, weshalb sie sich gegen die Behörde wendet.
- W is for WTF! (Was zum Teufel...): Jon Schnepp
Zuerst wird eine kurze Zeichentricksequenz gezeigt, in der eine Hexe (witch) in ihrer Hütte eine Frau namens Wendy opfern will. Der Ritter Willowford kommt herein, wird jedoch von einem Hexenmeister (warlock) getötet. Die Animation endet, und man sieht einen Mann am PC sitzen. Dieser erklärt seinem Chef, der gerade hereinkommt, er sitze am letzten Bild seiner Animation. Der Chef ist sauer, dass es eine Animation ist. Der Mann sagt, er habe verschiedene Ideen gehabt:
  - Ein Walross (walrus) ähnlich wie Godzilla soll eine Stadt vernichten.
  - Eine blutverschmierte Kriegerin (warrior) jagt Trolle.
  - Ein alter Mann im Rollstuhl (wheelchair) wird von seiner Pflegerin von einer Klippe gestoßen.

Dann kommt die Sekretärin ins Zimmer und ruft die beiden in den Konferenzraum. Dort laufen auf einem Fernseher Nachrichten, in denen ein Mann erzählt, dass plötzlich viele bunte Kondensstreifen in Form von Ws am Himmel erschienen seien. Die Welt wird zudem von Clown-Zombies belagert. Immer wieder kommen in den Nachrichten Bilder der genannten drei Filmvorschläge und der Animation. Zudem wird immer wieder der Buchstabe W eingeblendet. Die Clown-Zombies erreichen das Büro der Filmemacher und bringen diese um.
- X for XXL (XXL): Xavier Gens
Eine junge übergewichtige Frau wird von allen verspottet. Sie nimmt daraufhin ein elektrisches Messer und fängt an, alles Fleisch an sich wegzuschneiden. Am nächsten Morgen ist sie nur mehr ein mit Fleischfetzen bedecktes Skelett. Sie macht ein paar Bewegungen wie bei einem Fotoshooting, dann bricht sie zusammen.
- Y for Youngbuck (Jungbock): Jason Eisener
Ein alter Mann arbeitet als Hausmeister an einer Schule für junge Buben. Er entspricht der stereotypen Darstellung eines auf Kinder fixierten Triebtäters. Er erschießt vor den Augen eines kleinen Jungen im Wald einen Hirsch und hackt dem Tier mit einem Messer den Kopf ab, bevor er sich vor dem Jungen auszieht. Am nächsten Tag überrascht der Junge den Mann in der Schule und sticht ihm mit dem Kopf des Hirsches und dessen Geweih die Augen aus. Der Stil des Films und die Stadt, in der er spielt, spielen auf Eiseners Film Hobo with a Shotgun an.
- Z is for Zetsumetsu (Auslöschung): Yoshihiro Nishimura
Ein japanischer Wissenschaftler nach dem Vorbild von Stanley Kubricks Dr. Seltsam beschwört die Zukunft nach der Reaktorkatastrophe von Fukushima herauf.

## Veröffentlichung & Schnittfassungen
Der Film hatte die ungeschnittene Fassung zur Prüfung bei der FSK hinterlegt und wurde abgelehnt aufgrund von schwerer Jugendgefährdung. Die FSK war stark am diskutierten ob der Film so veröffentlicht werden darf, deswegen wurde die geschnittene Fassung geprüft und unter dem Titel 22 Ways to Die veröffentlicht. Der Film wurde nicht indiziert oder beschlagnahmt, sondern er wurde bei SPIO/JK zur Prüfung hinterlegt und die Juristen sahen auch eine schwere Jugendgefährdung. Es bekam die höchstmögliche Freigabe strafrechtlich unbedenklich.